# Ji Jin-hee
Ji Jin-hee (n. 24 iunie 1971) este un actor sud-coreean cunoscut pentru rolurile sale din diferite seriale de televiziune sud-coreene, cum ar fi Miss Kim's Adventures in Making a Million, Love Letter, Spring Day, și foarte popularul și de succes, Giuvaierul palatului ("Dae Jang Geum"). El a debutat în 1999 în videoclipul muzical Like A Trash Movie al lui Jo Sung-Bin. Primul său rol l-a avut în serialul TV Juliet's Man, în care a jucat alături de actrița Ye Ji-Won.
În 2004, el s-a căsătorit cu partenera sa de șase ani, Lee Su-yon (Su-yon Lee).

## Filmografie

### Filme de cinema
- Parallel Life
- Soo
- The Old Garden
- Bewitching Attraction
- H
- Perhaps Love
- The Dark Knight (cameo)

### Seriale de televiziune
- Dong Yi - regele Suk-jong
- Spotlight 2008
- The 100th Bride
- Spring Day (SBS)- Eun-ho
- Miss Kim's Adventures in Making a Million Arhivat în 3 iulie 2007, la Wayback Machine.' - Park Moo-yeol
- Giuvaierul palatului (MBC) - ofițerul Min Jung-ho
- Love Letter (MBC)- Jung Woo-jin
- Passing Rain - Dae-jin
- Four Sisters - Tae-suhk
- Juliet's Man - Seung-woo
- The Man Who Can't Get Married  (coreean)
- Take care of us, captain  - Kim Yoon Sung

## Premii
- Cel mai bun actor la Premiile SBS (2004)